# 伊神蝠
伊神蝠屬（意為「伊卡洛斯的蝙蝠」）是已滅絕的蝙蝠，生存在約5220萬年前的始新世早期。牠的化石是在北美洲發現。其模式種為食指伊神蝠。
伊神蝠約有14厘米長，雙翼展開達37厘米。牠很像現今的蝙蝠，但卻有一些原始的特徵。牠的尾巴較長，且不與後肢連接。第一翼指有爪，身體較為靈活。伊神蝠像很多現今的蝙蝠般是倒吊在樹上或石間睡覺。

## 外部連結
- Steven M. Carr Fossil picture （页面存档备份，存于）
- bat biology （页面存档备份，存于）
- Cast and reconstruction